# Farley Mowat
Farley McGill Mowat (12. května 1921, Belleville, Ontario – 7. května 2014, Cobourg, Ontario) byl kanadský anglicky píšící prozaik, novinář, přírodovědec, environmentalista a cestovatel.

## Život
Mowat vystudoval zoologii na Torontské univerzitě. Evropu poznal během 2. světové války, pak procestoval severní Kanadu. Zde se zabýval sledováním zvěře v jejích přirozených podmínkách (zvláště karibu), zajímal se o původní obyvatele Eskymáky a o probíhající změny v přírodě, vyvolávané pronikáním civilizace do vnitrozemí kanadského severu. Jeho pozorování jsou významná z hlediska biologického, ekologického i etnografického a je na nich založeno i jeho literární dílo.
Mowat je autorem mnoha reportáží a dobrodružných i populárně-naučných knih pro dospělé i pro mládež. Pro hlubokou znalost popisované problematiky a osobitý autorský styl se stal jedním z nejpřekládanějších kanadských spisovatelů 20. století (byl přeložen do více než dvaceti pěti jazyků a vydán ve víc než čtyřiceti zemích). Roku 1981 obdržel nejvyšší kanadské civilní vyznamenání – stal se Důstojníkem Řádu Kanady.

## Dílo
- People of the Deer (1951, Sobí lidé), kniha reportáží o osudech vymírajícího [eskymáckého etnika Ihalmiutů, kteří se nedokázali vyrovnat s civilizačními vlivy.
- Lost in the Barrens (1956, Ztraceni v kanadské tundře), česky jako Stopy ve sněhu, dobrodružný román pro mládež.
- The Desperate People (1959, Lidé v zoufalství), přepracováno 1999, druhá kniha reportáží o vymírajícím etniku Ihalmiutů.
- The Serpent's Coil (1961, Hadí spirála), námořní román.
- Owls in the Family (1961, Sovy v rodině),
- Never Cry Wolf (1963, Nedělejte poplach), reportážní román, česky také jako Vlci.
- The Snow Walker (1965, Bílá kánoe), sbírka povídek.
- Curse of the Viking Grave (1966, Kletba vikingova hrobu), dobrodružný román pro mládež, volné pokračování románu Stopy ve sněhu.
- The Polar Passion (1967, Polární vášeň), umělecká montáž ukázek z kronik, deníků a zpráv cestovatelů, kteří po dlouhá léta podnikali výpravy k severnímu pólu.
- Canada North (1967, Kanadský sever),
- Sibir: My Discovery of Siberia (1970, Sibiř: mé objevy ze Sibiře),
- A Whale for the Killing (1972, Velryba na zabití),
- Wake of the Great Sealers (1973, Probuzení velkých lovců tuleňů),
- Canada North Now: The Great Betrayal (1976, Kanadský sever nyní: velké zklamání),
- And No Birds Sang (1979, Ani pták nezazpíval), autobiografická kniha o autorových zážitcích z 2. světové války.
- Woman in the Mists: The Story of Dian Fossey (1987, Žena v mlhách), příběh Dian Fosseyové.
- Born Naked (1994, Narozeni nazí),
- Rescue the Earth!: Conversations with the Green Crusaders (1998, Zachraňte zemi: rozhovory se Zelenými křižáky).
- Walking on the land (2000, Procházka po zemi),
- Bay of Spirits (2007, Zátoka duchů).

## Filmové adaptace
- A Whale for the Killing (1981), americký televizní film, režie Richard T. Heffron.
- Never Cry Wolf (1983), americký film, režie Carroll Ballard.
- Lost in the Barrens (1990), kanadský televizní film, režie Michael J. F. Scott.
- Curse of the Viking Grave (1991), kanadský televizní film, režie Michael J. F. Scott.
- The Snow Walker (2003), kanadský film, režie Charles Martin Smith.

## Česká vydání
- Stopy ve sněhu, SNDK, Praha 1961, přeložil Jiří Šeda, znovu Olympia, Praha 1971.
- Nedělejte poplach, Svoboda, Praha 1968, přeložila Jiřina Jelinowiczová, znovu roku 1997 pod názvem Vlci.
- Hadí spirála, SNDK, Praha 1968, přeložil Jan Langer.
- Kletba vikingova hrobu, Mladá fronta, Praha 1972, přeložil Vladimír Pražák.
- Polární vášeň, Odeon, Praha 1973, přeložil Miroslav Jindra.
- Lidé v zoufalství, Olympia, Praha 1974, přeložil Jan Suchl.
- Bílá kánoe, Panorama, Praha 1983, přeložil Josef Poláček.
- Ani pták nezazpíval, Naše vojsko, Praha 1983, přeložili Michaela a Zdeněk Storchovi.
- Stopy ve sněhu; Kletba vikingova hrobu, Albatros, Praha 1992, přeložili Jiří Šeda a Vladimír Pražák. Součást edice Knihy odvahy a dobrodružství (192. díl)